# Мозах
Мозах (нім. Moosach) — громада в Німеччині, розташована в землі Баварія. Підпорядковується адміністративному округу Верхня Баварія. Входить до складу району Еберсберг. Складова частина об'єднання громад Глонн.
Площа — 18,21 км2. Населення становить 1507 ос. (станом на 31 грудня 2020).